# Hans Beijer den äldre
Hans Beijer den äldre, död 22 september 1565, var en schweizisk-svensk guldsmed. Han var bror till Frantz Beijer.
Hans Beijer härstammade från Schweiz och var verksam vid svenska hovet 1557-1565. Han utförde bland annat sex smycken i form av bokstaven C för Cecilia Vasa, 1559 en krona för drottning Katarina och fyra prinsesskronor till Erik XIV:s kröning. Han omarbetade 1563-1565 den av Cornelis ver Weiden utförda kronan för Erik XIV.